# ジョン・コーベット
ジョン・コーベット（John Corbett, 1961年5月9日 - ）はアメリカ合衆国ウェストバージニア州出身の俳優、カントリーミュージックのミュージシャン。

## 来歴
俳優になる前は、怪我をしたことがきっかけで職場を辞め、当時の恋人のすすめで美容学校に通っていた。美容学校時代に学校での舞台に出演したことで、俳優の道を志す事になる。1988年にテレビシリーズ『素晴らしき日々』でデビュー。その後、『たどりつけばアラスカ』や『セックス・アンド・ザ・シティ』で人気を博す。映画では大ヒットしたインデペンデント映画『マイ・ビッグ・ファット・ウェディング』にも出演。2022年には『セックス・アンド・ザ・シティ』の続編シリーズ『AND JUST LIKE THAT... / セックス・アンド・ザ・シティ新章』シーズン２に再びエイダン役で出演することが決まった。

### 歌手として
2006年には歌手としてカントリーのアルバムをリリースした。

### プライベート
2002年より女優のボー・デレクと交際しており、2020年に結婚した。
カトリックとして育てられ、80年代にはボーン・アゲイン・クリスチャンになった時期もあったが、その後カトリックのルーツに戻ったと語っている。

## 主な出演作品

### 映画
| 公開年 | 邦題 原題                                                                        | 役名                     | 備考       |
| ------ | -------------------------------------------------------------------------------- | ------------------------ | ---------- |
| 1993   | トゥームストーン Tombstone                                                       | バーンズ                 |            |
| 1996   | ルーザー Don't Look Back                                                         | モーガン                 | テレビ映画 |
| 1996   | ワンナイト・ウェディング Wedding Bell Blues                                      | ケリー                   |            |
| 1997   | ボルケーノ Volcano                                                               | ノーマン・カルダー       |            |
| 1998   | オシリス・クロニクル The Warlord: Battle for the Galaxy                          | ジャスティン             | テレビ映画 |
| 1999   | オゾンクライシス The Sky's on Fire                                               | エヴァン・ソーン         | テレビ映画 |
| 2000   | ホスタイル・グラウンド On Hostile Ground                                         | マット・アンドリュース   | テレビ映画 |
| 2000   | ディナーラッシュ Dinner Rush                                                     | ケン                     |            |
| 2001   | セレンディピティ Serendipity                                                     | ラース・ハモンド         |            |
| 2002   | マイ・ビッグ・ファット・ウェディング My Big Fat Greek Wedding                    | イアン・ミラー           |            |
| 2004   | プリティ・ヘレン Raising Helen                                                   | ダン・パーカー牧師       |            |
| 2004   | トラブル IN ベガス Elvis Has Left the Building                                   | マイルス・テイラー       |            |
| 2004   | ヒラリー・ダフの ハート・オブ・ミュージック Raise Your Voice                     | Mr. Torvald              |            |
| 2005   | 夢見るシラノ・ド・ベルジュラック Bigger Than the Sky                             | マイケル／クリスティアン |            |
| 2005   | ウォーキング・オン・ザ・ムーン 3D Magnificent Desolation: Walking on the Moon 3D | ハリソン・シュミット     | 声の出演   |
| 2007   | ゴースト・ハウス The Messengers                                                  | ジョン                   |            |
| 2008   | フェイク シティ ある男のルール Street Kings                                      | ダンテ・デミル           |            |
| 2008   | あの日、欲望の大地で The Burning Plain                                           | ジョン                   |            |
| 2009   | ヘザー・グラハムの ベイビー in the CITY Baby on Board                            | ダニー                   |            |
| 2010   | セックス・アンド・ザ・シティ2 Sex and the City 2                                 | エイダン・ショウ         |            |
| 2010   | ラモーナのおきて Ramona and Beezus                                               | ロバート・クインビー     |            |
| 2018   | 好きだった君へのラブレター To All the Boys I've Loved Before                     | コヴィー医師             |            |
| 2019   | 海底47m 古代マヤの死の迷宮 47 Meters Down: Uncaged                               | グラント                 |            |
| 2020   | 好きだった君へ: P.S.まだ大好きです To All the Boys: P.S. I Still Love You        | コヴィー医師             |            |
| 2021   | 好きだった君へ: これからもずっと大好き To All the Boys: Always and Forever       | コヴィー医師             |            |

### テレビシリーズ
| 放映年    | 邦題 原題                                                | 役名                               | 備考                       |
| --------- | -------------------------------------------------------- | ---------------------------------- | -------------------------- |
| 1990-1995 | たどりつけばアラスカ Northern Exposure                   | クリス・スティーヴンス             | 110エピソード              |
| 1997-1998 | THE VISITOR The Visitor                                  | アダム・マッカーサー               | 13エピソード               |
| 1999      | ダラスの冷たい夜 To Serve and Protect                    | ブラッド                           | ミニシリーズ               |
| 2000-2003 | セックス・アンド・ザ・シティ Sex and the City            | エイダン                           | 22エピソード               |
| 2003      | Lucky                                                    | マイケル・リンクレター（ラッキー） | 13エピソード               |
| 2009-2011 | ユナイテッド・ステイツ・オブ・タラ United States of Tara | マックス・グレッグソン             | 36エピソード               |
| 2011-2012 | Parenthood                                               | セス・ホルト                       | 8エピソード                |
| 2013      | NCIS:LA 〜極秘潜入捜査班 NCIS: Los Angeles               | ロイ・ヘインズ                     | 2エピソード                |
| 2019-     | アンダン 〜時を超える者〜 Undone                         | レイトン・ホリングスワース         | ロトスコープアニメーション |

## 参照
1. ↑  Andreeva, Nellie (2022年8月19日). “John Corbett To Join ‘And Just Like That…’, Reprising Aidan Role In Season 2 Of ‘Sex and the City’ Sequel” (英語). Deadline. 2023年3月30日閲覧。
2. ↑  “'I'm so happy,' says Bo Derek as she opens up for the first time about romance with Sex And The City's John Corbett”. Daily Mail. (2008年11月4日) 2011年2月11日閲覧。
3. ↑  “John Corbett Reveals He and Bo Derek Wed 'Around Christmastime' Last Year: 'After 20 Years We Decided to Get Married'” (英語). Peoplemag. 2023年3月30日閲覧。
4. ↑  Brasher, Joan. “John Corbett”. The Fish. 2011年2月11日閲覧。
5. ↑  Savitsky, Sasha (2017年8月23日). “John Corbett: I have a strong belief in God” (英語). Fox News. 2023年3月30日閲覧。